# 瓊安·伍華德
瓊安·伍華德（英语：Joanne Gignilliat Trimmier Woodward，1930年2月27日—），生于美国乔治亚州，童星出身的美國电影女演員、慈善家，奧斯卡最佳女主角獎得主之一，肯尼迪中心荣誉奖得主。
瓊安·伍華德與保羅·紐曼（Paul Newman）這對好萊塢的銀色夫妻兩人都曾得過奧斯卡影帝和影后的殊榮，他們也是繼勞倫斯·奧立佛（Laurence Olivier）與費雯·麗（Vivien Leigh）之後，美國影壇上第二對影帝影后夫妻檔。除了在演藝事業上獲得奧斯卡的肯定之外，瓊安·伍華德與保羅·紐曼這對鶼鰈情深的伉儷，兩人自結婚至終老都廝守在一起，這在好萊塢亦成為一段令人稱羨的愛情佳話。

## 外部連結
- 瓊安·伍華德在互联网电影资料库（IMDb）上的資料（英文）